# Communauté de communes Les Portes Briardes entre Villes et Forêts
Die Communauté de communes Les Portes Briardes entre Villes et Forêts (offizielle Schreibweise auch: Communauté de communes Les Portes Briardes Entre Villes et Forêts) ist ein französischer Gemeindeverband mit der Rechtsform einer Communauté de communes im Département Seine-et-Marne in der Region Île-de-France. Sie wurde am 24. November 2009 gegründet und umfasst fünf Gemeinden. Der Verwaltungssitz befindet sich im Ort Ozoir-la-Ferrière.

## Mitgliedsgemeinden
| Gemeinde                                                          | Einwohner 1. Januar 2022 | Fläche km² | Dichte Einw./km² | Code INSEE | Postleitzahl |
| ----------------------------------------------------------------- | ------------------------ | ---------- | ---------------- | ---------- | ------------ |
| Férolles-Attilly                                                  | 1.251                    | 12,76      | 98               | 77180      | 77150        |
| Gretz-Armainvilliers                                              | 8.682                    | 13,51      | 643              | 77215      | 77220        |
| Lésigny                                                           | 7.015                    | 10,13      | 692              | 77249      | 77150        |
| Ozoir-la-Ferrière                                                 | 20.969                   | 15,58      | 1.346            | 77350      | 77330        |
| Tournan-en-Brie                                                   | 8.324                    | 15,47      | 538              | 77470      | 77220        |
| Communauté de communes Les Portes Briardes entre Villes et Forêts | 46.241                   | 67,45      | 686              | –          | –            |